# فرودگاه تاکسوک بی
فرودگاه تاکسوک بی  (به انگلیسی: Toksook Bay Airport) یک فرودگاه همگانی با کد یاتا OOK است که یک باند فرود شن دارد و طول باند آن ۹۸۱ متر است. این فرودگاه در کشور ایالات متحده آمریکا قرار دارد و در ارتفاع ۱۸ متری از سطح دریا واقع شده است.